# Pitvaros
Pitvaros je vas na Madžarskem, ki upravno spada pod podregijo Makói Županije Csongrád.